# Hamiltoniauletes humeralis
Hamiltoniauletes humeralis là một loài bọ cánh cứng trong họ Rhynchitidae. Loài này được Boheman miêu tả khoa học năm 1859.